# 昂斯 (罗讷省)
昂斯（法語：Anse，法語發音：[ɑ̃s] ⓘ），法国东部城市，奥弗涅-罗讷-阿尔卑斯大区罗讷省的一个市镇，隶属于索恩河畔自由城区，其市镇面积为15.23平方公里，2022年1月1日时人口数量为8,139人，在法国城市中排名第1,337位。
昂斯位于罗讷省中北部，阿泽尔格河与索恩河交汇处，隔河与安省相望，是一个区域性的中心城市，巴黎—马赛铁路及多条公路在此交汇。

## 地名来源
根据当地官方网站的论述，昂斯最初于公元三世纪以“Asa Paulini”的形式被记载，该名称的来源及含义尚有待考证。

## 历史

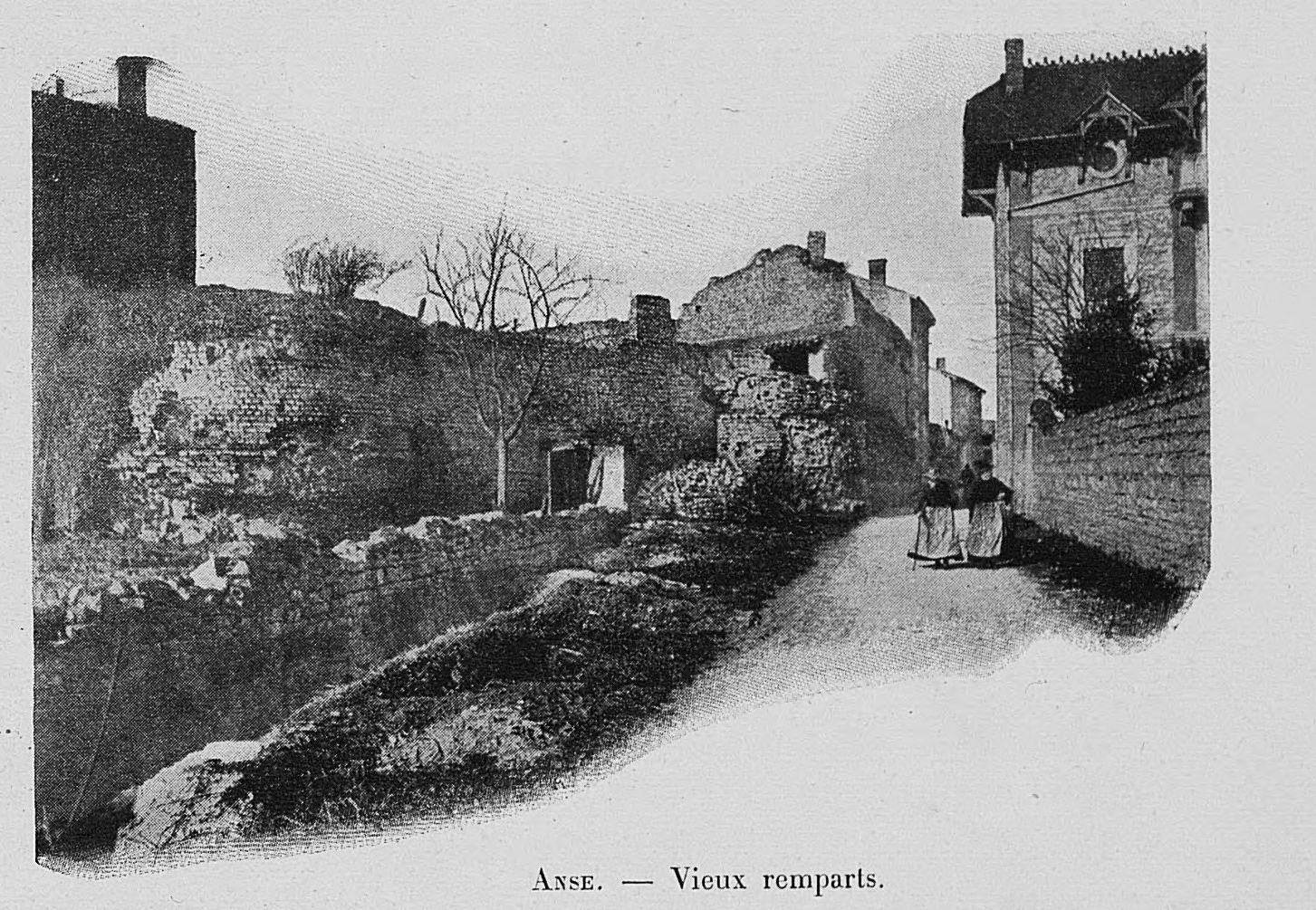
20世纪初的昂斯

昂斯的早期历史尚不清楚。根据当地官方网站的论述，昂斯附近地区曾发现旧石器时期和新石器时期的人类活动遗迹。古典时期，一条连接里昂和马孔之间的道路通过昂斯境内。公元三世纪末，昂斯出现了防御城堡，但后在战乱中被毁。公元六世纪时，昂斯的圣西普里安小教堂（Chapelle Saint-Cyprien d'Anse）建成。中世纪时，昂斯为里昂伯爵的一处领地。里昂主教福雷的雷诺于1213年在昂斯修建了一处塔楼城堡，作为里昂防御系统的一部分。1312年，昂斯及其所处的里昂伯国被腓力四世继承，昂斯于1340年获得自由贸易宪章。17世纪时，昂斯境内出现了两处神学院。法国大革命后，昂斯成为罗讷-卢瓦尔省的一个市镇，该省于1793年一分为二，昂斯被划入罗讷省内。拿破仑在从厄尔巴岛返回巴黎的途中曾于1815年3月13日在昂斯过夜。1840年11月，昂斯发生洪涝灾害，其市区内四分之三的街区被洪水淹没。工业革命期间，途径昂斯的巴黎—马赛铁路建成通车。1944年8月28日，昂斯遭到联军的轰炸，后于同年9月3日得到解放。自20世纪中后期以来，得益于里昂的城市扩张及通勤列车的开行，昂斯的人口数量逐年增加，当地兴建了多处居民区。

## 地理

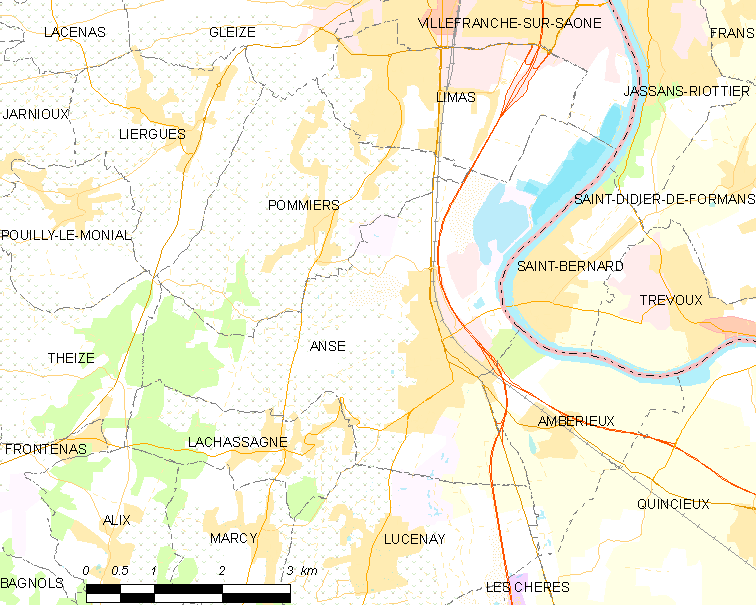
昂斯市镇范围地图

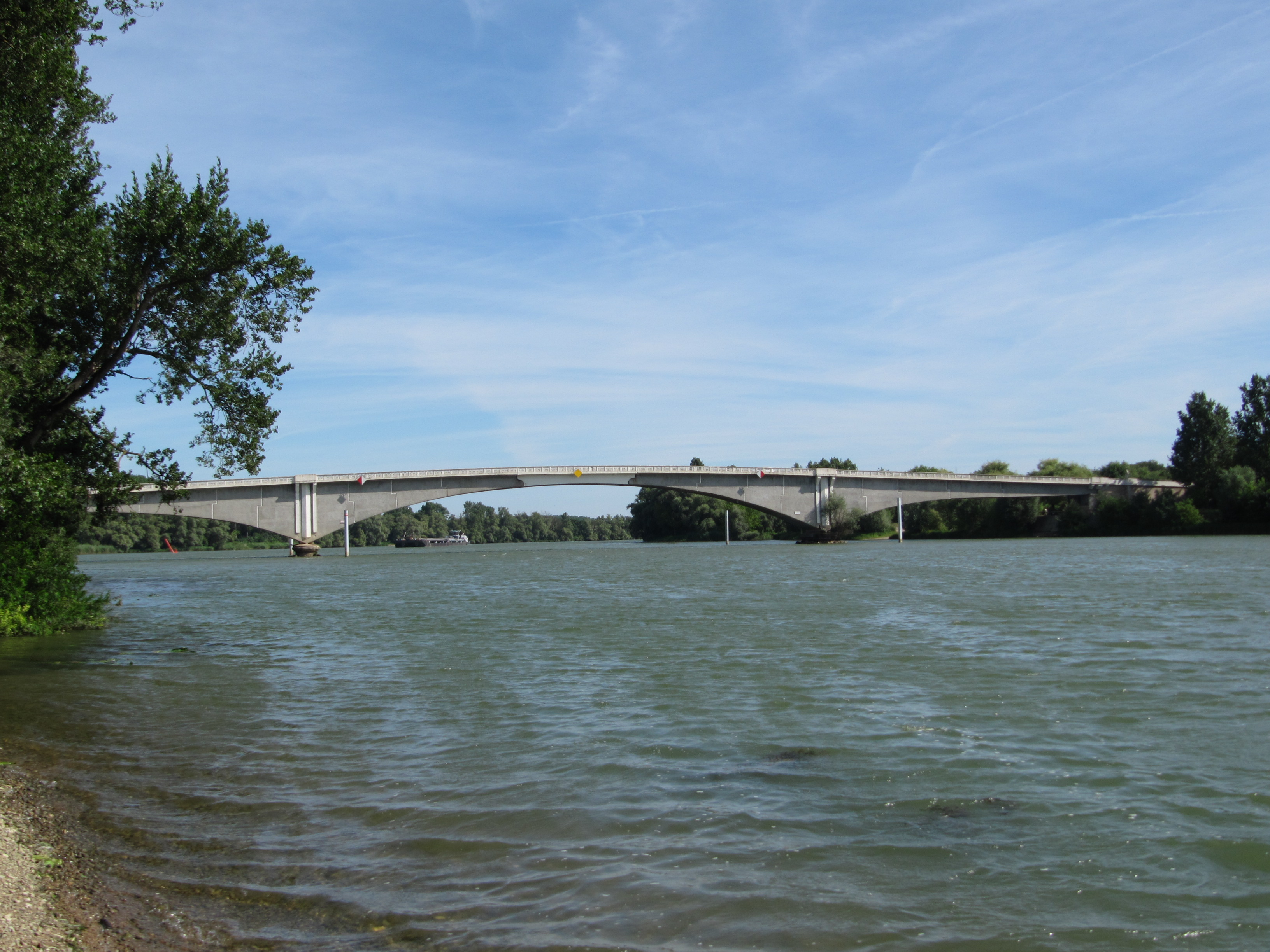
索恩河昂斯段

昂斯位于法国东部偏南，奥弗涅-罗讷-阿尔卑斯大区北部和罗讷省中北部，距离里昂市区大约27公里。与昂斯接壤的市镇包括：昂贝里约、雅桑-里奥捷、拉沙萨涅、圣贝尔纳、吕斯奈、波米耶、利马、泰泽和索恩河畔自由城。

### 地形
昂斯位于索恩河谷内，境内以平原和浅丘为主，市镇中心地势较为平坦，西侧为博若莱山，全境海拔在167到358米之间。

### 水文
索恩河干流自北向南流经昂斯市镇东界，其右岸支流阿泽尔格河在此与其交汇。昂斯市区东北部有索恩河洪水滞留形成的湖泊，其中南侧的科隆比耶湖（Plan d'eau du Colombier）附近被开辟为绿地公园。

### 植被
昂斯属于温带阔叶混交林区，林地多分布于河流及坡地地区，镇中心的玫瑰园公园（Parc de la Roseraie）是当地的一处城市绿地。
在鲜花城市的评比中，昂斯被评为1星级鲜花城市。

### 气候
昂斯在柯本气候分类法中属于温带海洋性气候（Cfb）。
距离昂斯最近的常年气象站位于波米耶境内，以下为该气象站的数据（其中日照数据取自里昂圣埃克絮佩里机场）：
| 波米耶 1981年－2019年 | 波米耶 1981年－2019年 | 波米耶 1981年－2019年 | 波米耶 1981年－2019年 | 波米耶 1981年－2019年 | 波米耶 1981年－2019年 | 波米耶 1981年－2019年 | 波米耶 1981年－2019年 | 波米耶 1981年－2019年 | 波米耶 1981年－2019年 | 波米耶 1981年－2019年 | 波米耶 1981年－2019年 | 波米耶 1981年－2019年 | 波米耶 1981年－2019年 |
| 月份                  | 1月                   | 2月                   | 3月                   | 4月                   | 5月                   | 6月                   | 7月                   | 8月                   | 9月                   | 10月                  | 11月                  | 12月                  | 全年                  |
| --------------------- | --------------------- | --------------------- | --------------------- | --------------------- | --------------------- | --------------------- | --------------------- | --------------------- | --------------------- | --------------------- | --------------------- | --------------------- | --------------------- |
| 历史最高温 °C（°F）   | 17.8 (64.0)           | 21.3 (70.3)           | 25 (77)               | 29.4 (84.9)           | 33.5 (92.3)           | 38 (100)              | 39.2 (102.6)          | 40.1 (104.2)          | 33.6 (92.5)           | 28 (82)               | 22.6 (72.7)           | 19.5 (67.1)           | 40.1 (104.2)          |
| 平均高温 °C（°F）     | 6.2 (43.2)            | 8.5 (47.3)            | 13 (55)               | 16.1 (61.0)           | 21 (70)               | 24.5 (76.1)           | 27.1 (80.8)           | 27 (81)               | 21.9 (71.4)           | 16.8 (62.2)           | 9.9 (49.8)            | 6.2 (43.2)            | 16.5 (61.7)           |
| 日均气温 °C（°F）     | 3.4 (38.1)            | 5 (41)                | 8.7 (47.7)            | 11.4 (52.5)           | 15.9 (60.6)           | 19.2 (66.6)           | 21.6 (70.9)           | 21.4 (70.5)           | 17 (63)               | 12.9 (55.2)           | 7 (45)                | 3.7 (38.7)            | 12.3 (54.1)           |
| 平均低温 °C（°F）     | 0.7 (33.3)            | 1.5 (34.7)            | 4.3 (39.7)            | 6.7 (44.1)            | 10.8 (51.4)           | 13.9 (57.0)           | 16 (61)               | 15.8 (60.4)           | 12.1 (53.8)           | 8.9 (48.0)            | 4.1 (39.4)            | 1.2 (34.2)            | 8 (46)                |
| 历史最低温 °C（°F）   | −11.5 (11.3)          | −12.9 (8.8)           | −10.3 (13.5)          | −3.9 (25.0)           | 0.3 (32.5)            | 5.6 (42.1)            | 8 (46)                | 7.2 (45.0)            | 3.5 (38.3)            | −3.6 (25.5)           | −9.1 (15.6)           | −11 (12)              | −12.9 (8.8)           |
| 平均降水量 mm（）     | 44.3 (1.74)           | 42.1 (1.66)           | 43.5 (1.71)           | 64.4 (2.54)           | 78.6 (3.09)           | 75.8 (2.98)           | 72.5 (2.85)           | 77.2 (3.04)           | 76.6 (3.02)           | 89 (3.5)              | 80.4 (3.17)           | 51.2 (2.02)           | 795.6 (31.32)         |
| 月均日照時數          | 72.7                  | 99.3                  | 167.8                 | 182.6                 | 216.5                 | 251.5                 | 278.6                 | 246.9                 | 186                   | 123.5                 | 71.7                  | 50.4                  | 1,947.5               |
| 来源：infoclimat      |                       |                       |                       |                       |                       |                       |                       |                       |                       |                       |                       |                       |                       |

## 行政区划
昂斯的市镇编号为69009，邮政编号为69480。
在行政管理方面，昂斯隶属于法国奥弗涅-罗讷-阿尔卑斯大区罗讷省索恩河畔自由城区；在地方选举方面，昂斯是昂斯县的中央投票站所在地，其市镇范围全境被划入罗讷省第九选区；在社会管理方面，昂斯是博若莱皮埃尔多雷市镇公共社区的办公驻地。
截至2024年2月，昂斯市镇范围内暂无任何城市敏感街区及城市政策优先街区。
法国国家统计与经济研究所（简称）在进行数据统计时，将昂斯及相邻的另外123个市镇设为里昂城市核心区，并将包括核心区在内的周边共499个市镇划为里昂城市区。自2020年起，里昂城市区被包含398个市镇的里昂城市辐射区代替。此外，还将昂斯市镇整体看作一个“块区”（IRIS），以便于统计人口分布情况。

## 交通

### 公路
A6高速公路和A46高速公路在昂斯境内互通，其中A6在昂斯东南部设有一处出口可联通昂斯市区，其他方向的出口则需绕行至索恩河畔自由城或马雪。罗讷省省道D30线、D39线、D70线、D306线和D608线在昂斯境内交汇。罗讷省城际客运（商业名称为）115线、118线和数十条校车线路停靠昂斯，可直通里昂、索恩河畔自由城、达尔迪伊、阿泽尔格河畔锡夫里约等地。
| 33 | 15 |

| 2 | 12 |

| （南行） |

| 里昂 佩拉什 | 26 |

| （北行） |

| 索恩河畔自由城 | 6.5 |

| （东行） |

| 特雷武 | 7 |

2020年，86.0%的昂斯家庭拥有至少一辆私人汽车。2021年，昂斯境内共发生各类交通事故9起，造成12人受伤，其中3人重伤。

### 铁路

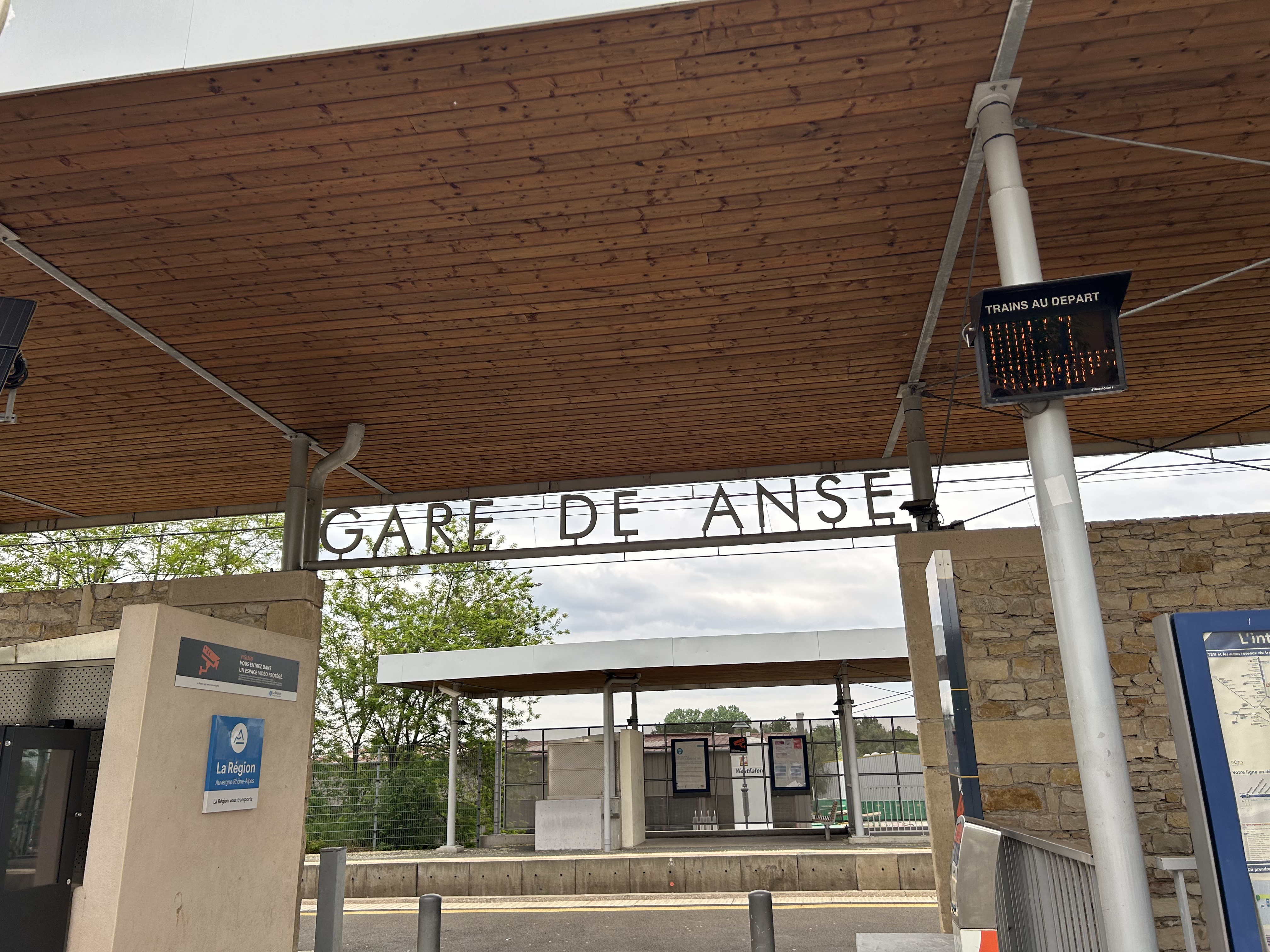
昂斯火车站

昂斯位于巴黎－马赛铁路上。昂斯站位于市区东部，是一个无人看守的乘降所，停靠往返于索恩河畔自由城和维埃纳一线的区域列车，部分班次可直通马孔及瓦朗斯。

### 航空
昂斯距离里昂圣埃克絮佩里机场的公路里程大约48公里。

### 城市公共交通
昂斯是特雷武城市公共交通（商业名称为“Saônibus”）的服务覆盖范围。截至2024年10月，该系统共包括两条常规公交线路，其中公交1路经过昂斯市区。

## 政治

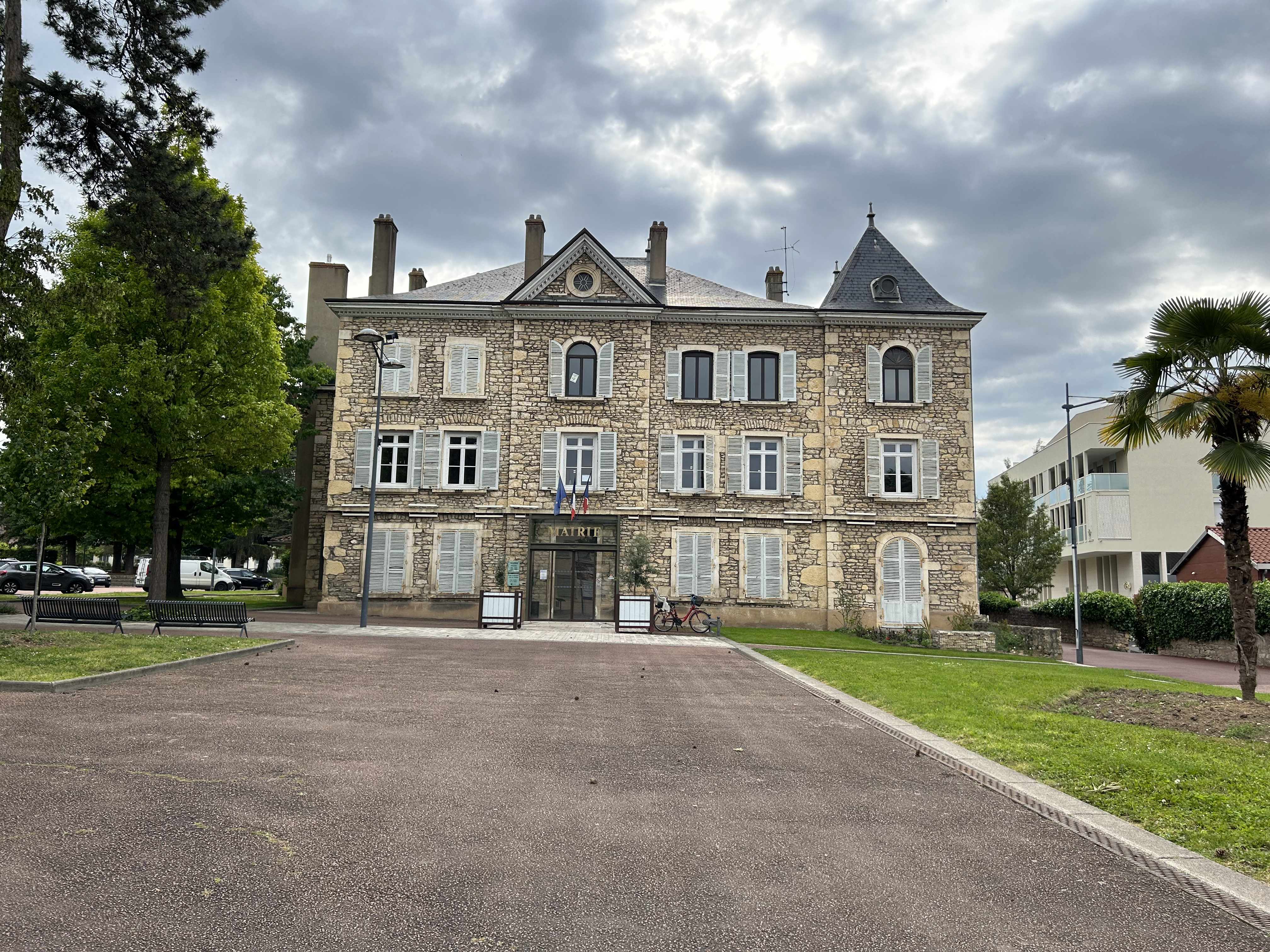
昂斯市政厅

### 市政内阁
昂斯的现任市长为达尼埃尔·波姆雷先生（Daniel POMERET），他是一名左翼无党派人士，在2020年的市政选举中获得了100.00%的支持率（无其他候选人）。
| 昂斯历届市长   | 昂斯历届市长                       | 昂斯历届市长                                                                                 |
| 任期           | 市长                               | 党派                                                                                         |
| -------------- | ---------------------------------- | -------------------------------------------------------------------------------------------- |
| 1944年－1958年 | Jean VACHER 让·瓦谢尔              | 不详                                                                                         |
| 1958年－1959年 | Étienne BLONDEL 艾蒂安·布隆代尔    | 不详                                                                                         |
| 1959年－1977年 | Marcel RÉBY 马塞尔·雷比            | MRP人民共和运动                                                                              |
| 1977年－1989年 | Michel LAMY 米歇尔·拉米            | UDF法国民主联盟 →CDS社会民主中心                                                             |
| 1989年－1995年 | Jean-Pierre PINAULT 让-皮埃尔·皮诺 | DVD右翼无党派人士                                                                            |
| 1995年－       | Daniel POMERET 达尼埃尔·波姆雷     | UDF法国民主联盟 →PR法国共和人党 →UDI民主人士和独立人士联盟 →MRD改革者运动 →DVG左翼无党派人士 |

### 各级选举
| 昂斯历届投票选举结果 | 昂斯历届投票选举结果 | 昂斯历届投票选举结果 | 昂斯历届投票选举结果        | 昂斯历届投票选举结果        | 昂斯历届投票选举结果 | 昂斯历届投票选举结果        | 昂斯历届投票选举结果        | 昂斯历届投票选举结果 | 昂斯历届投票选举结果 |
| 选举项目             | 选举范围             | 选区单位             | 选区单位内的选举结果        | 选区单位内的选举结果        | 选区单位内的选举结果 | 选区单位内的选举结果        | 选区单位内的选举结果        | 选区单位内的选举结果 | 参考资料             |
| 选举项目             | 选举范围             | 选区单位             | 第一轮胜出者                | 第一轮胜出者                | 支持率               | 第二轮胜出者                | 第二轮胜出者                | 支持率               | 参考资料             |
| -------------------- | -------------------- | -------------------- | --------------------------- | --------------------------- | -------------------- | --------------------------- | --------------------------- | -------------------- | -------------------- |
| 2017年法國總統選舉   | 法國                 | 市镇                 |                             | 埃马纽埃尔·马克龙           | 26.41%               |                             | 埃马纽埃尔·马克龙           | 67.99%               | [ 26 ]               |
| 2017年法国立法选举   | 罗讷省第九选区       | 市镇                 |                             | 玛丽翁·克鲁瓦佐             | 42.71%               |                             | 玛丽翁·克鲁瓦佐             | 58.12%               | [ 26 ]               |
| 2019年欧洲议会选举   | 法國                 | 市镇                 |                             | 纳塔莉·卢瓦索               | 24.86%               | （不适用）                  | （不适用）                  | （不适用）           | [ 28 ]               |
| 2021年法国省级选举   |                      | 县                   |                             | 帕斯卡尔·拜 达尼埃尔·波姆雷 | 58.68%               |                             | 帕斯卡尔·拜 达尼埃尔·波姆雷 | 72.64%               | [ 29 ]               |
| 2021年法国省级选举   | 市镇                 |                      | 帕斯卡尔·拜 达尼埃尔·波姆雷 | 64.36%                      |                      | 帕斯卡尔·拜 达尼埃尔·波姆雷 | 74.68%                      |                      | [ 29 ]               |
| 2021年法国大区选举   |                      | 市镇                 |                             | 洛朗·沃基耶                 | 39.16%               |                             | 洛朗·沃基耶                 | 52.59%               | [ 30 ]               |
| 2022年法国总统选举   | 法國                 | 市镇                 |                             | 埃马纽埃尔·马克龙           | 32.17%               |                             | 埃马纽埃尔·马克龙           | 64.05%               | [ 26 ]               |
| 2022年法国立法选举   | 罗讷省第九选区       | 市镇                 |                             | 安布鲁瓦斯·梅让             | 26.93%               |                             | 亚历山大·波尔捷             | 50.65%               | [ 26 ]               |

## 人口
2021年，昂斯市镇人口数量为7,947，在法国排名第1,337位。其中男性3,740人，女性4,014人，75岁及以上人口占6.3%，外籍人口数量为532人，人口密度为522人/平方公里，当地居民被称为（男性）或（女性）。2022年，昂斯境内出生98人，死亡人口82人。
| 昂斯1901年－2021年人口变化情况 |
|                                |
| 数据来源：Cassini、INSEE       |

## 经济

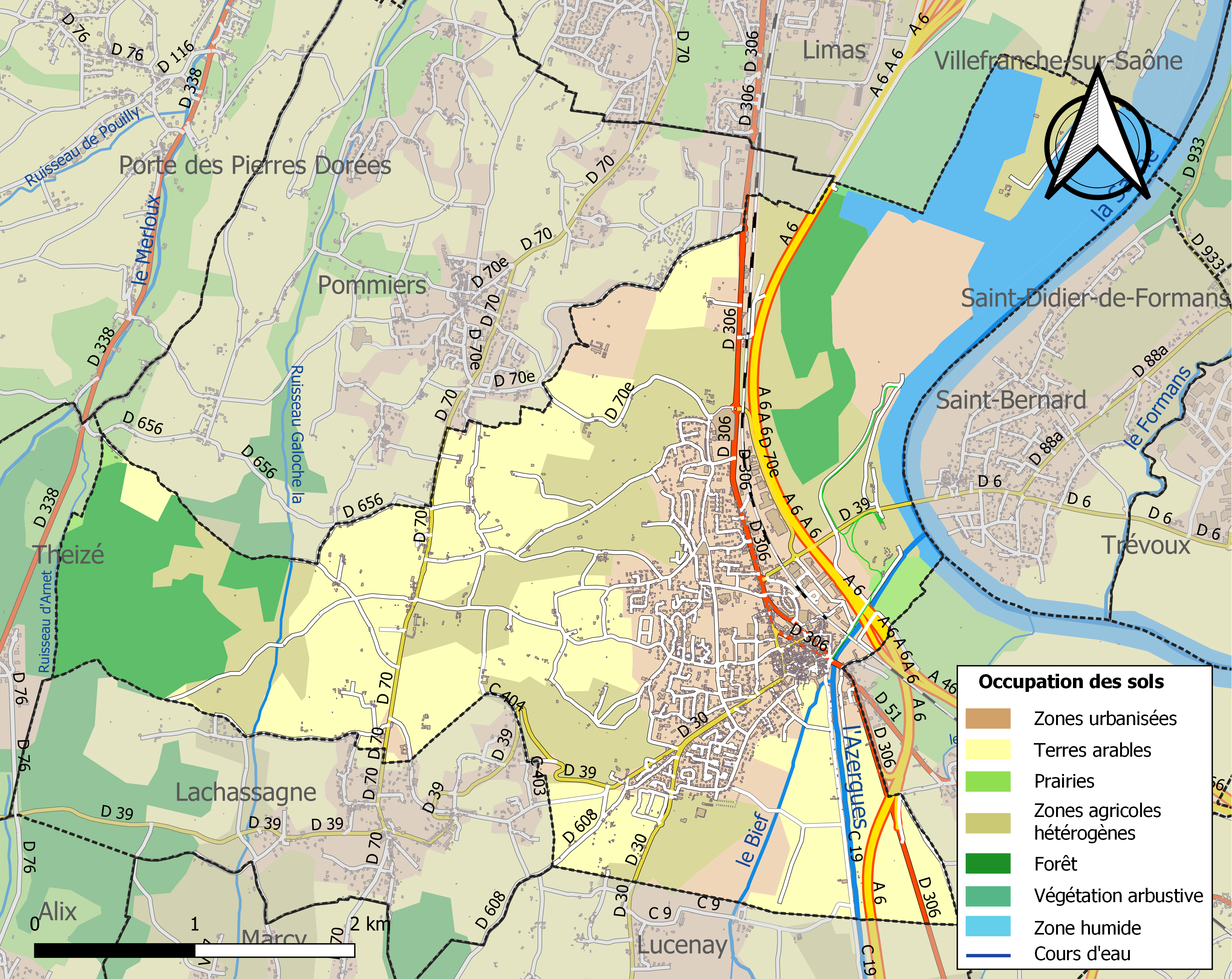
昂斯土地利用情况地图

昂斯是一个区域性的中心城市。截至2024年2月，昂斯市镇范围内共有各类用人单位（包含自雇）1,242家，平均历史为15年，其中99.24%为中小型企业（PME），2023年12月至2024年2月间，当地的经济活力指数为0.08%。（电信工程）、（保健食品）及（零售）是当地2021年营业额最高的三个企业，分别为315,170,499欧元、23,174,155欧元和18,728,061欧元。

## 财政与居民收入
2022年，昂斯的财政收入总额为6,974,120欧元，财政支出总额为5,530,190欧元，当年的债务总额为6,048,000欧元。2022年，昂斯市镇通过增值税获得493,290欧元的收入，此外当地还共获得了784,160欧元的国家直接财政补助。
| 昂斯居民收入情况                                 | 昂斯居民收入情况 | 昂斯居民收入情况      | 昂斯居民收入情况 |
| 内容                                             | 昂斯             | 法国                  | 统计年份         |
| ------------------------------------------------ | ---------------- | --------------------- | ---------------- |
| 征税家庭总数                                     | 3,110            | 1,081（法国市镇平均） | 2022年           |
| 居民平均月收入                                   | 2,613欧元        | 2,435欧元             | 2022年           |
| 高级职员人均月收入                               | 3,940欧元        | 4,331欧元             | 2021年           |
| 中级职员人均月收入                               | 2,484欧元        | 2,470欧元             | 2021年           |
| 普通职员人均月收入                               | 1,873欧元        | 1,801欧元             | 2021年           |
| 贫困率                                           | 10%              | 14.5%                 | 2020年           |
| 青壮年（15至64岁）失业率                         | 8.2%             | 7.4%                  | 2020年           |
| 征税家庭数量占比                                 | 51.7%            | 45.5%                 | 2020年           |
| 家庭年均纳税                                     | 3,754欧元        | 4,393欧元             | 2022年           |
| 资料来源：INSEE、L'Internaute、Le Journal du Net |                  |                       |                  |

## 社会事务

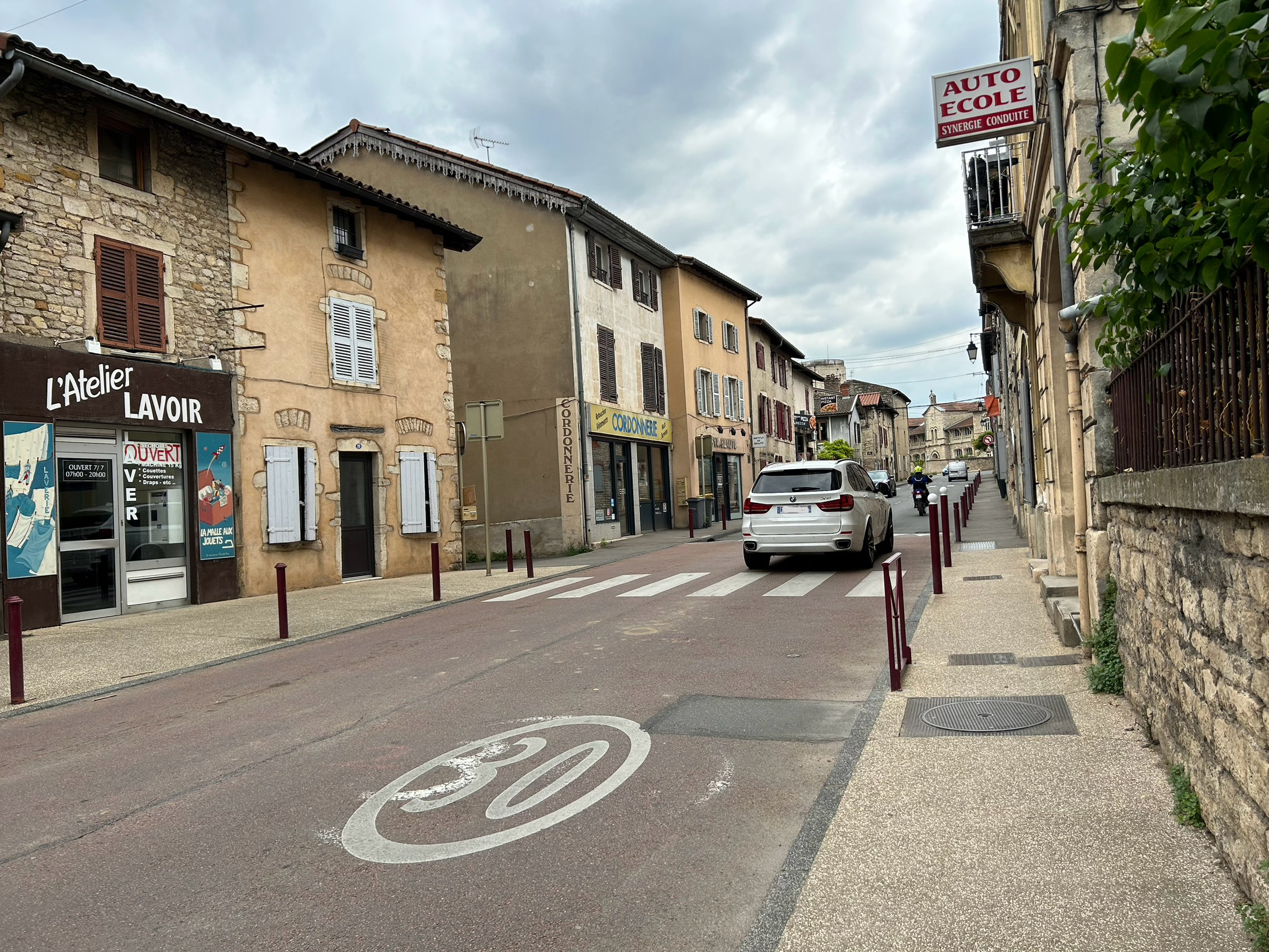
1944年9月3日街

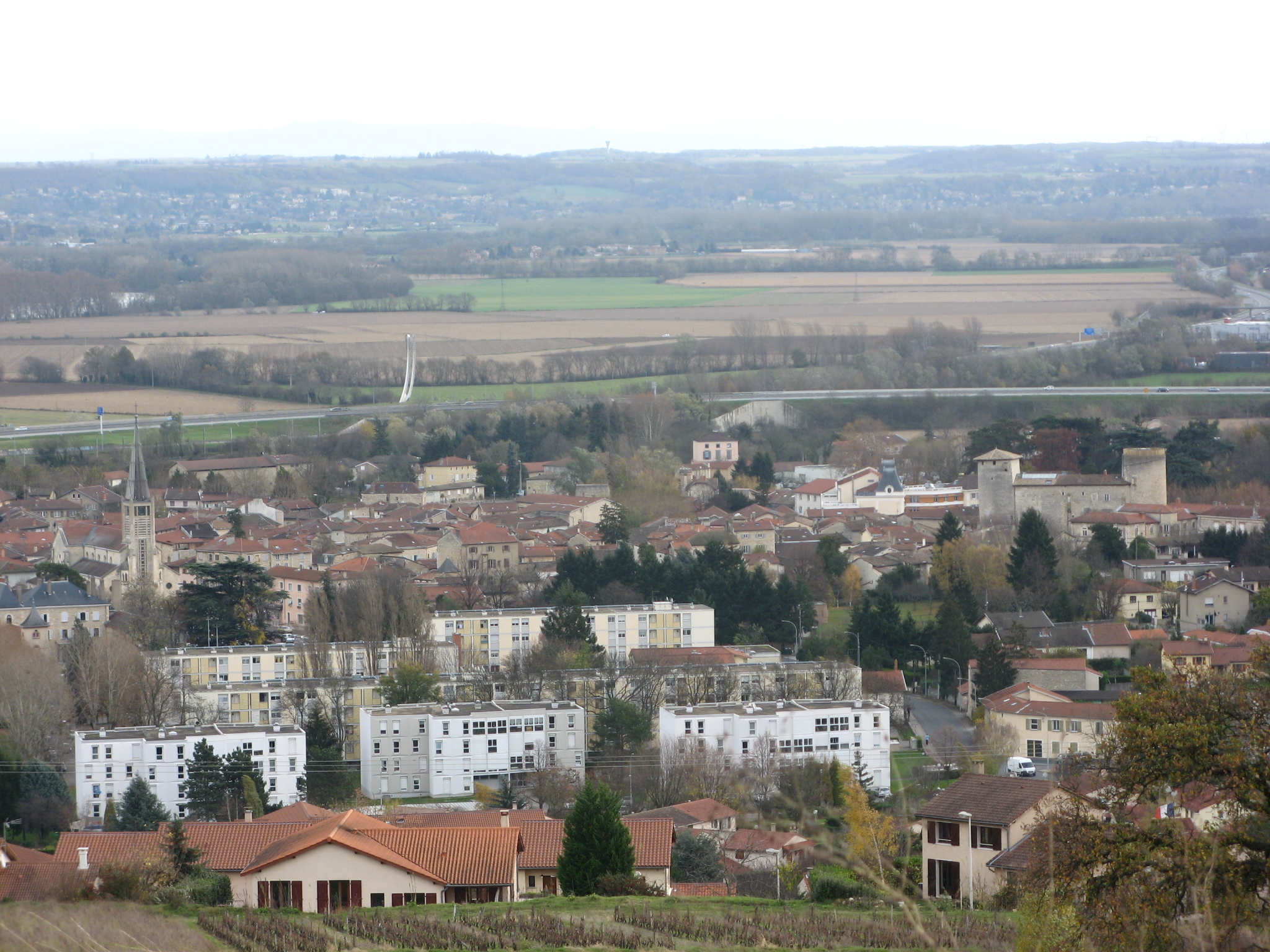
鸟瞰昂斯镇中心附近的居民区

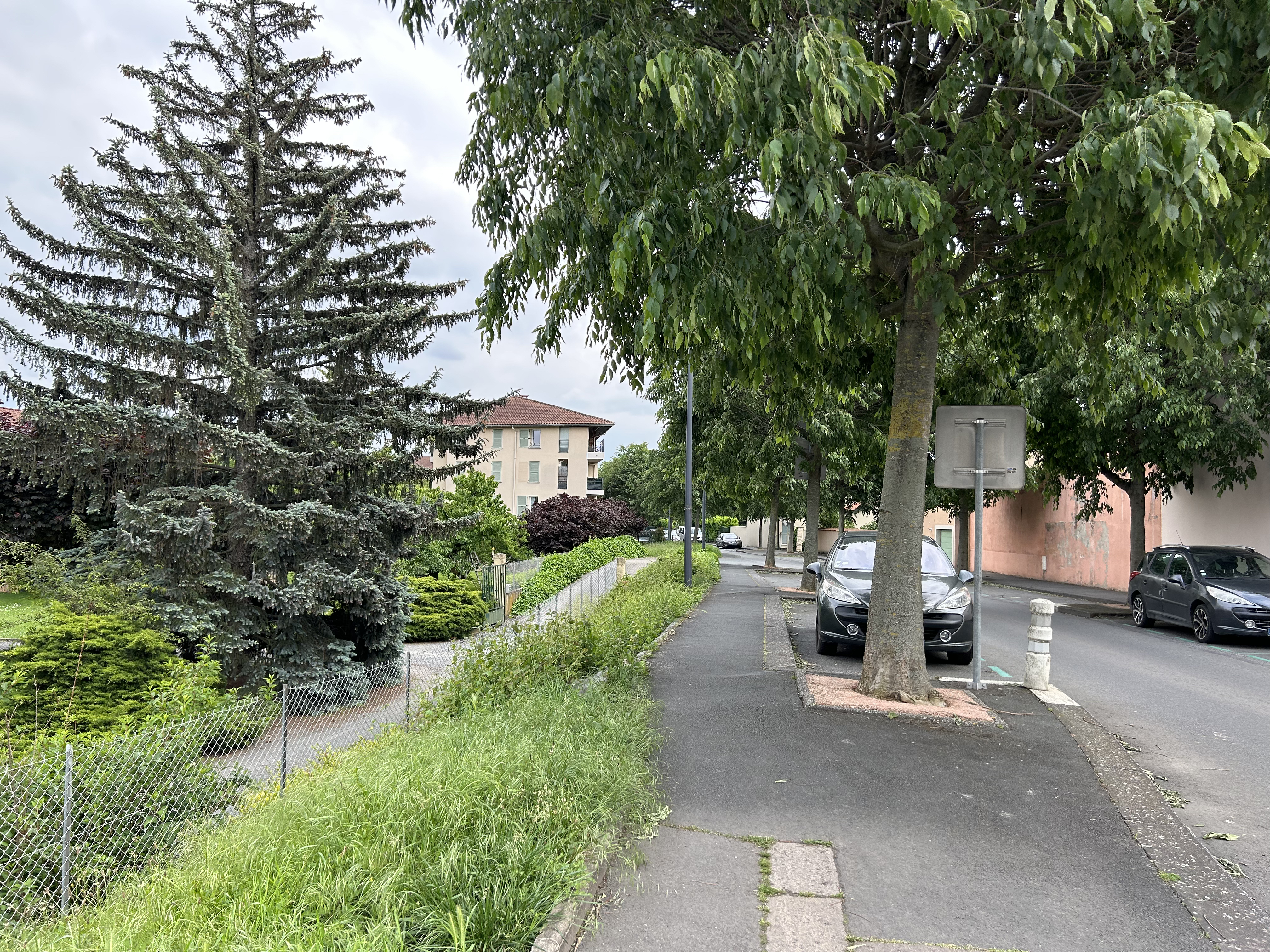
自由大街

### 教育
昂斯属于里昂学区。截至2021年1月1日，昂斯境内共有2所幼儿园、3所小学、1所初级中学和1所农业高中。2021至2022学年度，昂斯境内共有在校中等教育阶段学生794名。

### 医疗
截至2021年1月1日，昂斯境内共有全科医生8名、保健师15名、牙医7名和护士8名。境内共有药房2家、养老院2家、残疾人帮扶中心2家。
距离昂斯最近的区域性医疗机构为西北医疗集团（Hôpitaux Nord-Ouest），其主病区医院位于索恩河畔自由城市区西北部，距离昂斯市区的正常车程大约14分钟，该院设有床位545个，是罗讷省北部规模最大的公立综合性医院。

### 住房
2020年，昂斯境内共有各类住房3,209套，其中58.5%为独立式住宅，41.1%为集中式住宅。常住房屋占昂斯市镇范围内居民建筑总量的93.5%。
在住房保障政策方面，2022年，昂斯境内共有562户家庭获得了住房经济补助，受益人数占总人口数量的7.1%，其中549份为房租补助。

### 商业
2021年，昂斯境内共有各类实体商铺172家，其中餐厅16家、大型超市2家、面包房4家、肉铺2家、装饰品店1家、银行门店1家、美容美发店13家、汽车维修店14家。昂斯镇中心建有一家家乐福便民超市，市区南部则有一家Aldi超市。

### 体育
2021年，昂斯境内共有1家游泳池、2间体育馆、1座综合体育场、4处网球场、2处足球或橄榄球场以及2处篮球或排球场。
截至2024年2月，爱好者足球俱乐部（Passion Football Club，编号564297）是昂斯境内唯一的一家注册足球俱乐部，该足球队成立于2021年，其主队2023至2024赛季参加里昂都会区-罗讷省足球联赛乙组（法国第十级别），其主场为位于波米耶境内的市政球场（Stade Municipal）。

### 环境
昂斯的环境事务由其所属的博若莱皮埃尔多雷市镇公共社区联合各级政府协调负责。2021年，昂斯境内共有1家污染企业。

### 治安
2021年，昂斯市镇范围内有1处宪兵队。
昂斯及其附近的共107个市镇是索恩河畔自由城国家宪兵队（zone gendarmerie de Villefranche-sur-Saône）的管辖范围。2020年，该宪兵队累计记录各类案件4,315起，其中盗窃类案件2,095起，经济类案件790起，毒品交易类案件168起。

## 文化

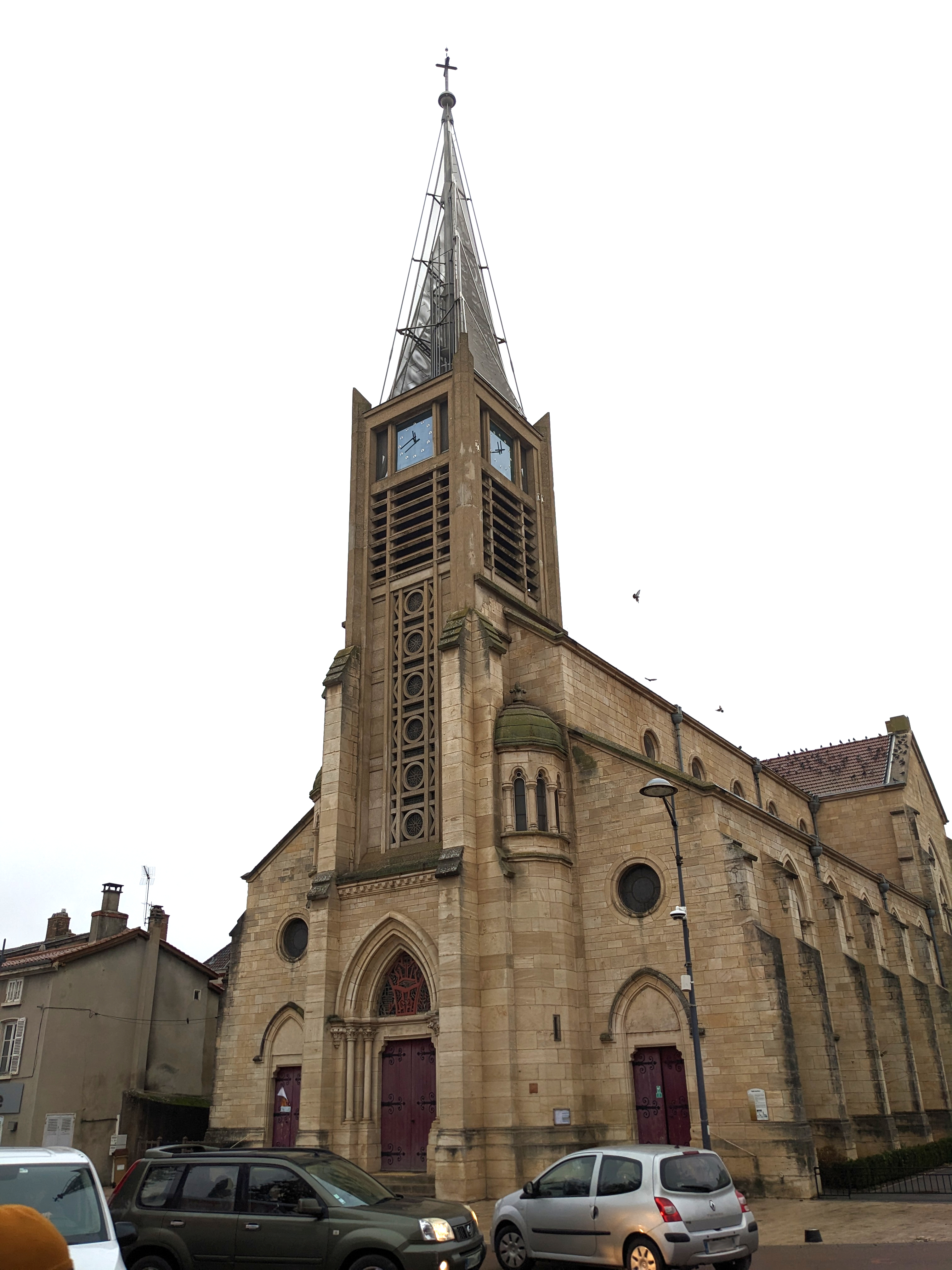
圣伯多禄教堂

2021年，昂斯境内暂无任何文化设施。昂斯境内建有阿尔贝·加尔多尼多媒体中心（Médiathèque Albert Gardoni），每周二至六向公众开放。

### 建筑
昂斯境内有多处历史建筑，其中塔楼城堡、拉枫丹城堡、圣伯多禄教堂（Église Saint-Pierre d'Anse）等为法国国家文物保护单位。

### 旅游
昂斯的旅游事务由其所属的博若莱皮埃尔多雷市镇公共社区联合各级政府协调负责。2023年，昂斯境内共有1家酒店共计25间房间；另有1个露营地，可容纳共196辆露营车。

### 媒体
法国主要的媒体均可在昂斯接收，法国电视三台下属的奥弗涅-罗讷-阿尔卑斯大区频道在部分时段播出昂斯所在罗讷省的地方新闻。《进步报》、Scoop广播、BFM电视台里昂频道等是当地主要的地方性媒体。

## 友好城市
截至2024年2月，昂斯共与一座城市建立了友好城市关系：
- 德国 洛斯堡